# Aire Libre: revista de todos los deportes
Aire Libre, subtitulada com a revista de todos los deportes, publicación bi-setmanal (26 de març - 16 de juliol de 1923) i revista semanal ilustrada de todos los deportes (16 de juliol - 15 d'octubre de 1923) fou una revista il·lustrada sobre esports publicada a Barcelona. Es van publicar 25 edicions amb una periodicitat inicialment bisetmanal fins al 16 d'abril on passa a tenir una periodicitat setmanal amb irregularitats. La revista, que comptava amb 14 pàgines per edició, mostrava un gran número de fotografies de tots els caires esportius a la vegada que realitzava una descripció del succeït a les activitats esportives més novedoses de l'època.
La revista Aire Libre, de caràcter gràfic i escrit, neix el 26 de març de 1923 a una redacció de Barcelona situada a l'actual La Rambla com una revista d'esports il·lustrada amb un preu de 25 cèntims que pretenia tenir una periodicitat bisetmanal en la publicació de les seves edicions. El director Juan Fontanet d'identitat desconeguda, signa la primera edició de la revista junt amb el redactor en cap de nom desconegut i el director gràfic J. Gaspar on s'expressa la voluntat de la creació de la revista: “Seria obvio añadir que entre nuestras modestas aspiraciones, la de mantener estrecha cordialidad con cuantos tienen sus plumas ya ha tiempo al servicio del deporte, es una de las más firmes. Ni nos guía otra finalidad que la de nuestros ideales, ni tenemos como maestros otros hombres que los periodistas deportivos que justamente han merecido la estimación de todos”.
D'aquesta manera, els creadors de la revista mostren la seva admiració i fidelitat cap als periodistes esportius i els seus ideals, afegint que: “En nuestras páginas el lector halla un solo detalle acorde con el espíritu deportivo que nos guía a publicar Aire Libre, además de la inicial satisfacción, tendremos fe plena en el porvenir”. A la creació d'aquesta revista el director i el redactor en cap acorden i redacten sobre com seran les informacions publicades: “La actualidad y el favor del público serán la imposición que no servirá de normal, no desdeñando nunca nada de lo que represente manifestación sportiva alguna, que mueva un solo adepto.”
La revista de caràcter bisetmanal neix el 26 de març i manté aquesta periodicitat fins al 23 d'abril, on passa a ser de caràcter setmanal. A partir d'allà manté una regularitat fins al 16 de juliol, quan es produeix una suspensió per causes desconegudes que fa que la revista no torni a publicar fins al 10 de setembre, a l'edició número 20, realitzant petits canvis en la tipografia de les titulacions de les fotografies i canviant la subtitulació de revista de todos los deportes, publicación bisemanal a revista semanal ilustrada de todos los deportes, igual que l'eliminació de les firmes del director, del redactor en cap i del director gráfic per donar lloc als preus de les subscripcions a la revista, de 6 mesos (24 edicions, 9 pessetes a Espanya) o de 12 (52 edicions, 17 pessetes a Espanya, 20 als països estrangers dins de la Unió Postal i 22 pels de fora). Després de la remodelació va continuar la seva setmanalitat fins al 15 d'octubre en la seva 25a i última edició abans de la suspensió definitiva, amb la continuació a Madrid fins 1925 d'una revista amb el mateix títol.